# Minolia
Minolia is een geslacht van weekdieren uit de klasse van de Gastropoda (slakken).

## Soorten
- Minolia caifassii Carmagna, 1888
- Minolia cincta (Cotton & Godfrey, 1938)
- Minolia condei Poppe, Tagaro & Dekker, 2006
- Minolia eudeli (Deshayes, 1863)
- Minolia nyssonus (Dall, 1919)
- Minolia punctata A. Adams, 1860
- Minolia singaporensis (Pilsbry, 1889)